# Luca Aerni
Luca Aerni (Châtel-Saint-Denis, 27 de marzo de 1993) es un deportista Suiza que compite en esquí alpino.
Participó en tres Juegos Olímpicos de Invierno, entre los años 2014 y 2022, obteniendo una medalla de oro en Pyeongchang 2018, en la prueba de equipo mixto.
Ganó dos medallas en el Campeonato Mundial de Esquí Alpino, en los años 2017 y 2025. En la Copa del Mundo consiguió un podio en total.

## Palmarés internacional
| Juegos Olímpicos   | Juegos Olímpicos            | Juegos Olímpicos | Juegos Olímpicos |
| Año                | Lugar                       | Medalla          | Prueba           |
| ------------------ | --------------------------- | ---------------- | ---------------- |
| 2018               | Pyeongchang (Corea del Sur) | Medalla de oro   | Equipo mixto     |
| Campeonato Mundial |                             |                  |                  |
| Año                | Lugar                       | Medalla          | Prueba           |
| 2017               | St. Moritz (Suiza)          | Medalla de oro   | Combinada        |
| 2025               | Saalbach (Austria)          | Medalla de plata | Equipo mixto     |